# Lista över påvar

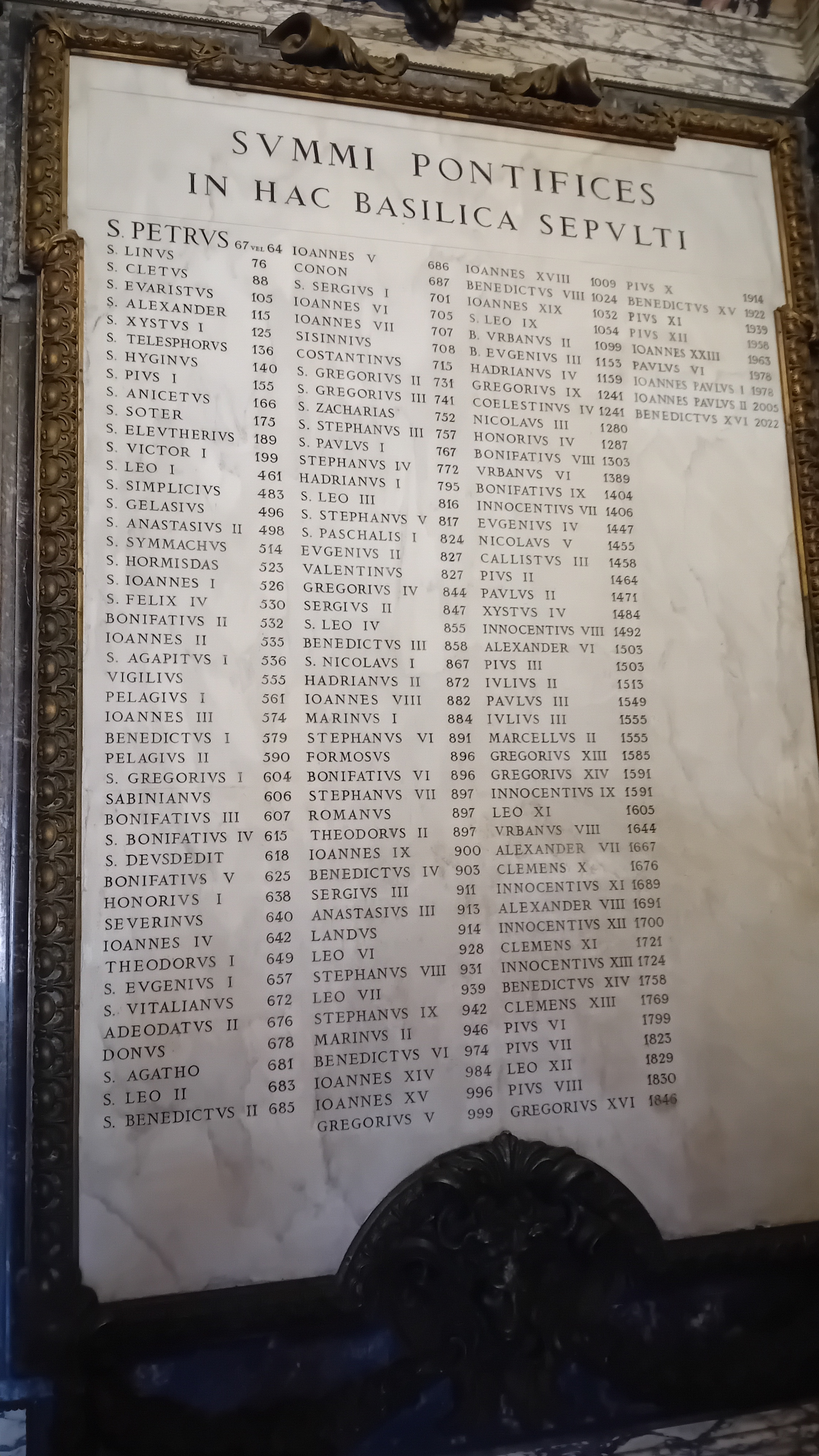
Tavla över de påvar som har blivit begravda i Peterskyrkan.

Lista över påvar är en kronologisk uppställning över de män som av Romersk-katolska kyrkan har valts till påve (eller biskop av Rom). Även om det faktiskt inte finns någon officiell lista över påvar innehåller Annuario Pontificio, som publiceras varje år av kurian, en förteckning som allmänt anses vara den mest auktoritativa. Denna anger Leo XIV som den 267:e biskopen av Rom och det är denna lista som återges här. Den anger 264 män, som har innehaft 266 pontifikat (perioder för innehav av påveämbetet) om den valde, men ej krönte påven Stefan inte tas med (se nedan). Denna skillnad beror på att Benedictus IX avgick från tre icke på varandra följande perioder mellan 1032 och 1048.
Termen påve (latin papa, som betyder "fader" eller "pappa") används i flera olika kyrkor som benämning på deras högsta andliga ledare (till exempel koptiska kyrkans påve). I språkbruk i västvärlden, däribland i svenskan, åsyftas emellertid vanligtvis den Romersk-katolska kyrkans överhuvud. Den romersk-katolske påven använder av tradition diverse olika titlar, däribland Papa, Summus Pontifex, Pontifex Maximus och Servus servorum Dei (Guds tjänares tjänare). Varje titel har tillagts av olika historiska orsaker och är, till skillnad från andra påvliga företeelser, inte omöjliga att ändra.
Hermannus Contractus är möjligen den förste historiker, som numrerade påvarna kontinuerligt. Hans lista slutar 1049 med Leo IX som nummer 154. Flera ändringar har gjorts på listan under 1900-talet. Motpåven Christoforus ansågs länge vara legitim och den valde Stefan ansågs legitim under namnet Stefan II fram till 1961 års upplaga av Annuario Pontificio, då hans namn togs bort. Även om dessa förändringar inte längre anses kontroversiella finns det ett antal moderna listor, som fortfarande upptar denne "den förste Stefan II". Detta beror troligen på att de grundar sig på 1913 års upplaga av den Katolska Encyklopedin, vars upphovsrätt numera har gått ut. 2001 genomförde katolska kyrkan en stor studie av påveämbetets historia, vilket "ledde till nästan 200 korrigeringar av de nuvarande påvebiografierna från Petrus till Johannes Paulus II".

## Påvar
I nedanstående lista föregås påvarnas namn av ordet Sankt om de är helgonförklarade och av Salig om de är saligförklarade. Påvar vars pontifikat sträckte sig över ett sekelskifte är listade under det århundrade då huvuddelen av deras regeringstid inföll. Exempelvis är Anastasius I listad på 400-talet, eftersom han var påve i 34 dagar under 300-talet, men nästan två år under 400-talet.

### Första århundradet
| Namn Populärnamn · Latinskt namn · Födelsenamn | Bild | Födelse Datum · Ort                  | Tillträde           | Frånträde                            | Död Datum · Ort                      | Anmärkningar                                                                      | Källor |
| --- | ---- | ------------------------------------ | ------------------- | ------------------------------------ | ------------------------------------ | --------------------------------------------------------------------------------- | ------ |
| Sankt Petrus PETRUS (Simon Petrus) (hebreiska: שמעון בן ונה) (Shimon ben Yonah) eller (Shimon Kipha) (grekiska: CΙΜΗΟΝ ΚΗΦΑC) (Simeon Kephas – Simon Klippan) |      | Möjligen 1 f.Kr. Betsaida i Galileen | Omkring 30 eller 33 | 64 eller 67 Rom (korsfäst)           | 64 eller 67 Rom (korsfäst)           | - Även vördad som helgon inom östlig kristendom.                                  |        |
| Sankt Linus LINUS |      | Okänt födelseår Möjligen i Toscana   | 64 eller 67         | 76 eller 79 Rom                      | 76 eller 79 Rom                      | - Även vördad som helgon inom östlig kristendom med festdag 7 juni.               |        |
| Sankt Anacletus I eller Cletus ANACLETUS |      | Okänt födelseår Troligen i Grekland  | 76 eller 79         | 88 eller 91 Okänd plats              | 88 eller 91 Okänd plats              | - Tidvis felaktigt ansedd som två olika personer med namnen Anacletus och Cletus. |        |
| Sankt Clemens I CLEMENS |      | Okänt födelseår Rom                  | 88, 91 eller 92     | 97, 99 eller 101 Chersonesos på Krim | 97, 99 eller 101 Chersonesos på Krim | - Martyr och helgon med festdag 23 november.                                      |        |

### 100-talet
| Namn Populärnamn · Latinskt namn · Födelsenamn | Bild | Födelse Datum · Ort                           | Tillträde                 | Frånträde                                          | Död Datum · Ort                                    | Anmärkningar                                                                       | Källor |
| ---------------------------------------------- | ---- | --------------------------------------------- | ------------------------- | -------------------------------------------------- | -------------------------------------------------- | ---------------------------------------------------------------------------------- | ------ |
| Sankt Evaristus eller Aristus EVARISTUS        |      | Okänt födelseår Betlehem i Judeen             | 97, 98, 99, 100 eller 101 | 106, 107 eller 109 Rom                             | 106, 107 eller 109 Rom                             | - Helgon med festdag 26 oktober.                                                   |        |
| Sankt Alexander I ALEXANDER                    |      | Okänt födelseår Rom                           | 106, 107 eller 109        | 115 eller 116 (möjligen 3 maj) Rom                 | 115 eller 116 (möjligen 3 maj) Rom                 | - Även vördad som helgon inom östlig kristendom med festdag 16 mars.               |        |
| Sankt Sixtus I XYSTUS                          |      | 42 Rom eller Grekland                         | 115, 116, 117 eller 119   | 125, 126 eller 128 Rom                             | 125, 126 eller 128 Rom                             | - Även vördad som helgon inom östlig kristendom med festdag 10 augusti.            |        |
| Sankt Telesphorus TELESPHORUS                  |      | Okänt födelseår Grekland                      | 125, 126 eller 128        | 136, 137 eller 138 Rom                             | 136, 137 eller 138 Rom                             | - Även vördad som helgon inom den grekisk-ortodoxa kyrkan med festdag 22 februari. |        |
| Sankt Hyginus HYGINUS                          |      | Okänt födelseår Aten i Grekland               | 136 eller 138             | 140 eller 142 Rom                                  | 140 eller 142 Rom                                  | - Martyr och helgon med festdag 11 januari.                                        |        |
| Sankt Pius I PIUS                              |      | Slutet av 000-talet Aquileia i norra Italien  | 140, 142 eller 146        | 154, 155 eller 157 Rom                             | 154, 155 eller 157 Rom                             | - Dödad med svärd.                                                                 |        |
| Sankt Anicetus ANICETUS                        |      | Okänt födelseår Emesa i Syrien                | 154, 155 eller 157        | 166 eller 167 (möjligen 16, 17 eller 20 april) Rom | 166 eller 167 (möjligen 16, 17 eller 20 april) Rom | - Helgon och martyr med festdag 17 eller 20 april.                                 |        |
| Sankt Soter SOTERIUS                           |      | Okänt födelseår Fondi i Kampanien             | 166 eller 167             | 174 eller 175 Rom                                  | 174 eller 175 Rom                                  | - Helgon med festdag 22 april.                                                     |        |
| Sankt Eleutherus ELEUTHERIUS                   |      | Okänt födelseår Nikopolis i Epirus i Grekland | 174 eller 175             | Omkring 189 Rom                                    | Omkring 189 Rom                                    | - Helgon med festdag 26 maj.                                                       |        |
| Sankt Viktor I VICTOR                          |      | Okänt födelseår Afrika                        | Omkring 189               | 199 Rom                                            | 199 Rom                                            | - Helgon och martyr med festdag 28 juli.                                           |        |

### 200-talet
| Namn Populärnamn · Latinskt namn · Födelsenamn | Bild | Födelse Datum · Ort                   | Tillträde               | Frånträde                 | Död Datum · Ort                   | Anmärkningar                                                            | Källor |
| ---------------------------------------------- | ---- | ------------------------------------- | ----------------------- | ------------------------- | --------------------------------- | ----------------------------------------------------------------------- | ------ |
| Sankt Zephyrinus ZEPHYRINUS                    |      | Okänt födelseår Rom                   | 199                     | 20 december 217 Rom       | 20 december 217 Rom               | - Helgon och martyr med festdag 20 december (före 1970 26 augusti).     |        |
| Sankt Calixtus I CALLISTUS                     |      | Okänt födelseår Okänd plats           | 217 eller 218           | 222 Okänd plats           | 222 Okänd plats                   | - Helgon och martyr med festdag 14 oktober.                             |        |
| Sankt Urban I URBANUS                          |      | Okänt födelseår Rom                   | 14 oktober 222          | 23 maj 230 Rom            | 23 maj 230 Rom                    | - Även vördad som helgon inom östlig kristendom med festdag 25 maj.     |        |
| Sankt Pontianus PONTIANUS                      |      | Okänt födelseår. Troligen född i Rom. | 21 juli 230             | 28 eller 29 september 235 | Möjligen 30 oktober 235 Sardinien | - Helgon med festdag ursprungligen 19 november, men numera 13 augusti.  |        |
| Sankt Anterus ANTERUS                          |      | Okänt födelseår Grekland              | 21 november 235         | 3 januari 236 Sardinien   | 3 januari 236 Sardinien           | - Även vördad som helgon inom östlig kristendom med festdag 5 augusti.  |        |
| Sankt Fabianus FABIANUS                        |      | Okänt födelseår Rom                   | 10 januari 236          | 20 januari 250 Rom        | 20 januari 250 Rom                | - Även vördad som helgon inom östlig kristendom med festdag 5 augusti.  |        |
| Sankt Cornelius CORNELIUS                      |      | Okänt födelseår Okänd plats           | 6, 11 eller 13 mars 251 | Juni 253 Centuricellae    | Juni 253 Centuricellae            | - Helgon och martyr med festdag 16 september.                           |        |
| Sankt Lucius I LUCIUS                          |      | Okänt födelseår Rom                   | 25 juni 253             | 5 mars 254 Rom            | 5 mars 254 Rom                    | - Helgon med festdag 4 mars.                                            |        |
| Sankt Stefan I STEPHANUS                       |      | Okänt födelseår Rom                   | 12 maj 254              | 2 augusti 257 Rom         | 2 augusti 257 Rom                 | - Även vördad som helgon inom östlig kristendom med samma festdag.      |        |
| Sankt Sixtus II XYSTUS Secundus                |      | Okänt födelseår Grekland              | 30 eller 31 augusti 257 | 6 augusti 258 Rom         | 6 augusti 258 Rom                 | - Även vördad som helgon inom östlig kristendom med festdag 10 augusti. |        |
| Sankt Dionysius DIONYSIUS                      |      | Okänt födelseår Grekland              | 22 juli 259             | 26 december 268 Rom       | 26 december 268 Rom               | - Helgon med festdag 26 december.                                       |        |
| Sankt Felix I FELIX                            |      | Okänt födelseår Rom                   | 5 januari 269           | 30 december 274 Rom       | 30 december 274 Rom               | - Helgon med festdag 30 maj.                                            |        |
| Sankt Eutychianus EUTYCHIANUS                  |      | Okänt födelseår Okänd plats           | 4 januari 275           | 7 december 283 Rom        | 7 december 283 Rom                | - Helgon med festdag 8 december.                                        |        |
| Sankt Gajus CAIUS                              |      | Okänt födelseår Okänd plats           | 17 december 283         | 22 april 296 Rom          | 22 april 296 Rom                  | - Helgon och kanske martyr med festdag 22 april.                        |        |

### 300-talet
| Namn Populärnamn · Latinskt namn · Födelsenamn | Bild | Födelse Datum · Ort                            | Tillträde                        | Frånträde                    | Död Datum · Ort              | Anmärkningar | Källor |
| ---------------------------------------------- | ---- | ---------------------------------------------- | -------------------------------- | ---------------------------- | ---------------------------- | --- | ------ |
| Sankt Marcellinus MARCELLINUS                  |      | Okänt födelseår Okänd plats                    | 30 juni 296                      | 24 eller 25 oktober 304 Rom  | 24 eller 25 oktober 304 Rom  | - Helgon med festdag 26 april.                                                                                     |        |
|                                                |      | Interregnum 304–308                            |                                  |                              |                              | |        |
| Sankt Marcellus I MARCELLUS                    |      | Okänt födelseår Okänd plats                    | Maj eller juni 308               | 309 Rom                      | 309 Rom                      | - Helgon med festdag 16 januari.                                                                                   |        |
| Sankt Eusebius EUSEBIUS                        |      | Okänt födelseår Okänd plats                    | 18 april 309 eller 310           | 17 augusti 309 eller 310     | 21 oktober 310 Sicilien      | - Den förste påven som inte dog i ämbetet.                                                                         |        |
| Sankt Miltiades eller Melchiades MILTIADES     |      | Okänt födelseår Nordafrika                     | 2 juli 311                       | 10 januari 314 Rom           | 10 januari 314 Rom           | - Förste påven som fick uppleva att förföljelsen av de kristna upphörde genom utfärdandet av ediktet i Milano.     |        |
| Sankt Silvester I SILVESTER                    |      | Okänt födelseår Sant'Angelo a Scala i Avellino | 31 januari 314                   | 31 december 335 Okänd plats  | 31 december 335 Okänd plats  | - Deltog i första konciliet i Nicaea 325.                                                                          |        |
| Sankt Markus MARCUS                            |      | Okänt födelseår Rom                            | 18 januari 336                   | 7 oktober 336 Rom            | 7 oktober 336 Rom            | - Helgon med festdag 7 oktober.                                                                                    |        |
| Sankt Julius I IULIUS                          |      | Okänt födelseår Rom                            | 6 februari 337                   | 12 april 352 Rom             | 12 april 352 Rom             | - Helgon med festdag 12 april.                                                                                     |        |
| Sankt Liberius LIBERIUS                        |      | Okänt födelseår Okänd plats                    | 17 maj 352                       | 24 september 366 Okänd plats | 24 september 366 Okänd plats | - Även vördad som helgon inom östlig kristendom med festdag 27 augusti.                                            |        |
| Sankt Damasus I DAMASUS                        |      | Omkring 305 Idanha-a-Velha i Portugal          | 1 oktober 366                    | 11 december 384 Rom          | 11 december 384 Rom          | - Fick den romerske kejsaren Gratianus att 366 överföra de romerska kejsarnas titel Pontifex Maximus till påvarna. |        |
| Sankt Siricius Papa SIRICIUS                   |      | Okänt födelseår Okänd plats                    | 11, 15, 22 eller 29 december 384 | 26 november 399 Okänd plats  | 26 november 399 Okänd plats  | - Den förste biskopen av Rom att inneha titeln Papa (Påve).                                                        |        |

### 400-talet
| Namn Populärnamn · Latinskt namn · Födelsenamn               | Bild | Födelse Datum · Ort              | Tillträde        | Frånträde                   | Död Datum · Ort             | Anmärkningar                                                         | Källor |
| ------------------------------------------------------------ | ---- | -------------------------------- | ---------------- | --------------------------- | --------------------------- | -------------------------------------------------------------------- | ------ |
| Sankt Anastasius I Papa ANASTASIUS                           |      | Okänt födelseår Rom              | 27 november 399  | 19 december 401 Okänd plats | 19 december 401 Okänd plats | - Helgon med festdag 19 december.                                    |        |
| Sankt Innocentius I Papa INNOCENTIUS                         |      | Okänt födelseår Albano           | 22 december 401  | 12 mars 417 Okänd plats     | 12 mars 417 Okänd plats     | - Påve under visigoternas skövling av Rom 410.                       |        |
| Sankt Zosimus Papa ZOSIMUS                                   |      | Okänt födelseår Okänd plats      | 18 mars 417      | 26 december 418 Okänd plats | 26 december 418 Okänd plats | - Helgon med festdag 26 december.                                    |        |
| Sankt Bonifatius I Papa BONIFACIUS                           |      | Okänt födelseår Okänd plats      | 28 december 418  | 4 september 422 Okänd plats | 4 september 422 Okänd plats | - Helgon med festdag 25 oktober.                                     |        |
| Sankt Celestinus I Papa COELESTINUS                          |      | Okänt födelseår Rom              | 10 september 422 | 27 juli 432 Okänd plats     | 27 juli 432 Okänd plats     | - Även vördad som helgon inom östlig kristendom med festdag 8 april. |        |
| Sankt Sixtus III Papa XYSTUS Tertius                         |      | Okänt födelseår Okänd plats      | 31 juli 432      | 18 eller 19 augusti 440 Rom | 18 eller 19 augusti 440 Rom | - Helgon med festdag 28 mars.                                        |        |
| Sankt Leo I (Leo den store) Papa LEO MAGNUS                  |      | Omkring 400 Toscana              | 29 september 440 | 10 november 461 Rom         | 10 november 461 Rom         | - Påve under vandalernas skövling av Rom 455.                        |        |
| Sankt Hilarius Papa HILARIUS                                 |      | Okänt födelseår Sardinien        | 19 november 461  | 29 februari 468 Rom         | 29 februari 468 Rom         | - Helgon med festdag 28 februari.                                    |        |
| Sankt Simplicius Papa SIMPLICIUS                             |      | Okänt födelseår Tivoli i Italien | 3 mars 468       | 10 mars 483 Rom             | 10 mars 483 Rom             | - Helgon med festdag 10 mars.                                        |        |
| Sankt Felix III eller Felix II Papa FELIX Tertius (Secundus) |      | Okänt födelseår Rom              | 13 mars 483      | 1 mars 492 Rom              | 1 mars 492 Rom              | - Påve under det västromerska rikets fall 476.                       |        |
| Sankt Gelasius I Papa GELASIUS                               |      | Okänt födelseår Afrika eller Rom | 1 mars 492       | 21 november 496 Rom         | 21 november 496 Rom         | - Helgon med festdag 21 november.                                    |        |
| Anastasius II Papa ANASTASIUS Secundus                       |      | Okänt födelseår Okänd plats      | 24 november 496  | 19 november 498 Rom         | 19 november 498 Rom         | - Den 50:e påven.                                                    |        |

### 500-talet
| Namn Populärnamn · Latinskt namn · Födelsenamn                | Bild | Födelse Datum · Ort                        | Tillträde           | Frånträde                       | Död Datum · Ort                            | Anmärkningar | Källor |
| ------------------------------------------------------------- | ---- | ------------------------------------------ | ------------------- | ------------------------------- | ------------------------------------------ | --- | ------ |
| Sankt Symmachus Papa SYMMACHUS                                |      | Okänt födelseår Sardinien                  | 22 november 498     | 19 juli 514 Rom                 | 19 juli 514 Rom                            | - Helgon med festdag 19 juli.                                                                                             |        |
| Sankt Hormisdas Papa HORMISDAS                                |      | 450 Frosinone i Campagna di Roma i Italien | 20 juli 514         | 6 augusti 523 Okänd plats       | 6 augusti 523 Okänd plats                  | - Far till påven Silverius.                                                                                               |        |
| Sankt Johannes I Papa IOHANNES                                |      | Omkring 470 Toscana                        | 13 augusti 523      | 18 maj 526 Ravenna              | 18 maj 526 Ravenna                         | - Helgon med festdag ursprungligen 27 maj, numera 18 maj.                                                                 |        |
| Sankt Felix IV eller Felix III Papa FELIX Quartus (Tertius)   |      | Okänt födelseår Samnium                    | 12 juli 526         | 22 september 530 Okänd plats    | 22 september 530 Okänd plats               | - Kallas för Felix III i uppställningar där Felix III benämns Felix II, eftersom motpåven Felix II inte räknas.           |        |
| Bonifatius II Papa BONIFACIUS Secundus                        |      | Okänt födelseår Rom                        | 22 september 530    | 17 oktober 532 Okänd plats      | 17 oktober 532 Okänd plats                 | - Det råder viss osäkerhet om 17 oktober var den dag han dog eller begravdes.                                             |        |
| Johannes II Papa IOHANNES Secundus (Mercurius)                |      | 470 Rom                                    | 2 januari 533       | 8 maj 535 Rom                   | 8 maj 535 Rom                              | - Den förste, som inte använde sitt födelsenamn som officiellt påvenamn, eftersom Mercurius var namnet på en romersk gud. |        |
| Sankt Agapetus I eller Agapitus Papa AGAPETUS                 |      | Okänt födelseår Rom                        | 13 maj 535          | 22 april 536 Konstantinopel     | 22 april 536 Konstantinopel                | - Även vördad som helgon inom östlig kristendom med festdag 22 april.                                                     |        |
| Sankt Silverius Papa SILVERIUS                                |      | Okänt födelseår Rom                        | 8 juni 536          | Mars 537                        | 2 december 537 eller 20 juni 538 Palmarola | - Son till påven Symmachus.                                                                                               |        |
| Vigilius Papa VIGILIUS                                        |      | Okänt födelseår Rom                        | 29 mars 537         | 7 juni 555 Syrakusa på Sicilien | 7 juni 555 Syrakusa på Sicilien            | |        |
| Pelagius I Papa PELAGIUS                                      |      | Okänt födelseår Rom                        | 16 april 556        | 3 eller 4 mars 561 Rom          | 3 eller 4 mars 561 Rom                     | |        |
| Johannes III Papa IOHANNES Tertius (Catelinus)                |      | Okänt födelseår Rom                        | Omkring 17 juli 561 | 13 juli 574 Rom                 | 13 juli 574 Rom                            | |        |
| Benedictus I Papa BENEDICTUS                                  |      | Okänt födelseår Okänd plats                | 2 juni 575          | 30 juli 579 Rom                 | 30 juli 579 Rom                            | |        |
| Pelagius II Papa PELAGIUS Secundus                            |      | 520 Rom                                    | 26 november 579     | 7 februari 590 Rom              | 7 februari 590 Rom                         | |        |
| Sankt Gregorius I (Gregorius den store) Papa GREGORIUS MAGNUS |      | Omkring 540 Rom                            | 3 september 590     | 12 mars 604 Rom                 | 12 mars 604 Rom                            | - Den förste som officiellt använde titlarna Servus servorum Dei och Pontifex Maximus.                                    |        |

### 600-talet
| Namn Populärnamn · Latinskt namn · Födelsenamn | Bild | Födelse Datum · Ort                          | Tillträde        | Frånträde                   | Död Datum · Ort                      | Anmärkningar | Källor |
| ---------------------------------------------- | ---- | -------------------------------------------- | ---------------- | --------------------------- | ------------------------------------ | --- | ------ |
| Sabinianus Papa SABINIANUS                     |      | Okänt födelseår Blera nära Viterbo i Toscana | 13 september 604 | 22 februari 606 Rom         | 22 februari 606 Rom                  | |        |
| Bonifatius III Papa BONIFACIUS Tertius         |      | Okänt födelseår Rom                          | 19 februari 607  | 12 november 607 Rom         | 12 november 607 Rom                  | |        |
| Sankt Bonifatius IV Papa BONIFACIUS Quartus    |      | Omkring 550 Valeria                          | 15 september 608 | 8 eller 25 maj 615 Rom      | 8 eller 25 maj 615 Rom               | - Den förste påven, som hade samma namn som sin närmaste föregångare.                                                                                   |        |
| Adeodatus I eller Deusdedit Papa ADEUDATUS     |      | Okänt födelseår Rom                          | 13 november 615  | 8 november 618 Rom          | 8 november 618 Rom                   | - Oftast känd som Adeodatus (Given av Gud), men ibland också Deusdedit (Gud har givit) och då kallas Adeodatus II endast Adeodatus utan ordningsnummer. |        |
| Bonifatius V Papa BONIFACIUS Quintus           |      | Okänt födelseår Neapel                       | 23 december 619  | 25 oktober 625 Okänd plats  | 25 oktober 625 Okänd plats           | |        |
| Honorius I Papa HONORIUS                       |      | Okänt födelseår Kampanien                    | 27 oktober 625   | 12 oktober 638 Okänd plats  | 12 oktober 638 Okänd plats           | - Postumt fördömd som kättare vid det sjätte ekumeniska mötet.                                                                                          |        |
| Severinus Papa SEVERINUS                       |      | Okänt födelseår Rom                          | 28 maj 640       | 2 augusti 640 Rom           | 2 augusti 640 Rom                    | |        |
| Johannes IV Papa IOHANNES Quartus              |      | Okänt födelseår Zadar i Dalmatien            | 24 december 640  | 12 oktober 642 Okänd plats  | 12 oktober 642 Okänd plats           | |        |
| Theodor I Papa THEODORUS                       |      | Okänt födelseår Palestina                    | 24 november 642  | 14 maj 649 Okänd plats      | 14 maj 649 Okänd plats               | |        |
| Sankt Martin I Papa MARTINUS                   |      | Okänt födelseår Todi i Umbrien               | 21 juli 649      | 17 juni 653                 | 16 september 655 Chersonesos på Krim | - Även vördad som helgon inom östlig kristendom med festdag 14 april.                                                                                   |        |
| Sankt Eugenius I Papa EUGENIUS                 |      | Okänt födelseår Rom                          | 10 augusti 654   | 2 juni 657 Rom              | 2 juni 657 Rom                       | - Helgon med festdag 2 juni. |        |
| Sankt Vitalianus Papa VITALIANUS               |      | Okänt födelseår Segni                        | 30 juli 657      | 27 januari 672 Okänd plats  | 27 januari 672 Okänd plats           | - Helgon med festdag 27 januari. |        |
| Adeodatus II Papa ADEUDATUS Secundus           |      | Okänt födelseår Rom                          | 11 april 672     | 17 juni 676 Rom             | 17 juni 676 Rom                      | - När Adeodatus I benämns Deusdedit kallas han endast Adeodatus utan ordningsnummer.                                                                    |        |
| Donus Papa DONUS                               |      | Okänt födelseår Rom                          | 2 november 676   | 11 april 678 Rom            | 11 april 678 Rom                     | |        |
| Sankt Agatho Papa AGATHO                       |      | Omkring 577 Sicilien                         | 27 juni 678      | 10 januari 681 Rom          | 10 januari 681 Rom                   | - Den äldste av de påvar man känner till ålder på, då han dog cirka 103 år gammal.                                                                      |        |
| Sankt Leo II Papa LEO Secundus                 |      | 611 Sicilien                                 | 17 augusti 682   | 28 juni 683 Rom             | 28 juni 683 Rom                      | - Helgon med festdag ursprungligen 3 juli, numera 28 juni.                                                                                              |        |
| Sankt Benedictus II Papa BENEDICTUS Secundus   |      | 635 Rom                                      | 26 juni 684      | 8 maj 685 Rom               | 8 maj 685 Rom                        | - Helgon med festdag 7 maj. |        |
| Johannes V Papa IOHANNES Quintus               |      | 635 Syrien                                   | 23 juli 685      | 2 augusti 686 Okänd plats   | 2 augusti 686 Okänd plats            | |        |
| Konon Papa CONON                               |      | 630 Sicilien                                 | 21 oktober 686   | 21 september 687 Rom        | 21 september 687 Rom                 | |        |
| Sankt Sergius I Papa SERGIUS                   |      | 650 Palermo på Sicilien                      | 15 december 687  | 8 september 701 Okänd plats | 8 september 701 Okänd plats          | - Helgon med festdag 8 september. |        |

### 700-talet
| Namn Populärnamn · Latinskt namn · Födelsenamn | Bild | Födelse Datum · Ort         | Tillträde       | Frånträde                   | Död Datum · Ort             | Anmärkningar                                                                                                   | Källor |
| ---------------------------------------------- | ---- | --------------------------- | --------------- | --------------------------- | --------------------------- | --- | ------ |
| Johannes VI Papa IOHANNES Sextus               |      | 655 Efesus i Grekland       | 30 oktober 701  | 11 januari 705 Okänd plats  | 11 januari 705 Okänd plats  | |        |
| Johannes VII Papa IOHANNES Septimus            |      | 650 Rossano i Kalabrien     | 1 mars 705      | 18 oktober 707 Okänd plats  | 18 oktober 707 Okänd plats  | - Den andre påven, som hade samma namn som sin närmaste föregångare.                                           |        |
| Sisinnius Papa SISINNIUS                       |      | 650 Syrien                  | 15 januari 708  | 4 februari 708 Rom          | 4 februari 708 Rom          | |        |
| Constantinus Papa CONSTANTINUS                 |      | 664 Syrien                  | 25 mars 708     | 9 april 715 Okänd plats     | 9 april 715 Okänd plats     | - Den siste påven som besökte Grekland innan Johannes Paulus II:s besök 2001.                                  |        |
| Sankt Gregorius II Papa GREGORIUS Secundus     |      | 669 Rom                     | 19 maj 715      | 11 februari 731 Rom         | 11 februari 731 Rom         | - Helgon med festdag 11 februari.                                                                              |        |
| Sankt Gregorius III Papa GREGORIUS Tertius     |      | 690 Syrien                  | 18 mars 731     | 28 november 741 Okänd plats | 28 november 741 Okänd plats | - Var av syriskt ursprung och därmed den siste icke-europeiske påven innan Franciskus tillträde 2013.          |        |
| Sankt Zacharias Papa ZACHARIAS                 |      | 679 Kalabrien               | 10 december 741 | 15 mars 752 Rom             | 15 mars 752 Rom             | - Helgon med festdag 15 mars.                                                                                  |        |
| Stefan (vald påve) Papa Electus STEPHANUS      |      | Okänt födelseår Okänd plats | 23 mars 752     | 26 mars 752 Rom             | 26 mars 752 Rom             | - Om Stefan räknas som legitim har han rekord i att ha innehaft det kortaste pontifikatet på endast tre dagar. |        |
| Stefan II Papa STEPHANUS Secundus              |      | 715 Okänd plats             | 26 mars 752     | 26 april 757 Rom            | 26 april 757 Rom            | - Kyrkostaten grundas 752 och Stefan II blir därmed den förste påven som även är världslig statsledare.        |        |
| Sankt Paulus I Papa PAULUS                     |      | 700 Rom                     | 29 maj 757      | 28 juni 767 Rom             | 28 juni 767 Rom             | - Helgon med festdag 28 juni.                                                                                  |        |
| Stefan III Papa STEPHANUS Tertius              |      | 720 Sicilien                | 1 augusti 768   | 24 januari 772 Okänd plats  | 24 januari 772 Okänd plats  | - Från 1500-talet till 1960 känd som Stefan IV.                                                                |        |
| Hadrianus I Papa HADRIANUS                     |      | 700 Rom                     | 1 februari 772  | 25 december 795 Okänd plats | 25 december 795 Okänd plats | |        |

### 800-talet
| Namn Populärnamn · Latinskt namn · Födelsenamn | Bild | Födelse Datum · Ort                 | Tillträde        | Frånträde                      | Död Datum · Ort                | Anmärkningar | Källor |
| ---------------------------------------------- | ---- | ----------------------------------- | ---------------- | ------------------------------ | ------------------------------ | --- | ------ |
| Sankt Leo III Papa LEO Tertius                 |      | 750 Rom                             | 27 december 795  | 12 juni 816 Okänd plats        | 12 juni 816 Okänd plats        | - Krönte Karl den store till Imperator Augustus på juldagen (25 december) 800, vilket lade grunden till det ämbete, som sedermera skulle bli tysk-romersk kejsare och som alltid skulle kräva påvens välsignelse för att anses legitimt.             |        |
| Stefan IV Papa STEPHANUS Quartus               |      | Okänt födelseår Okänd plats         | 22 juni 816      | 24 januari 817 Rom             | 24 januari 817 Rom             | - Från 1500-talet till 1960 känd som Stefan V. |        |
| Sankt Paschalis I Papa PASCHALIS               |      | Okänt födelseår Rom                 | 25 januari 817   | 11 februari 824 Rom            | 11 februari 824 Rom            | - Helgon med festdag 14 maj. |        |
| Eugenius II Papa EUGENIUS Secundus             |      | Okänt födelseår Rom                 | 11 maj 824       | 27 augusti 827 Okänd plats     | 27 augusti 827 Okänd plats     | - Den 100:e påven om den valde Stefan (752) räknas med. |        |
| Valentinus Papa VALENTINUS                     |      | Okänt födelseår Rom                 | 1 september 827  | 6 oktober 827 Okänd plats      | 6 oktober 827 Okänd plats      | - Den 100:e påven på officiella listor, där den valde Stefan (752) inte räknas med. |        |
| Gregorius IV Papa GREGORIUS Quartus            |      | Okänt födelseår Rom                 | 20 december 827  | 25 januari 844 Okänd plats     | 25 januari 844 Okänd plats     | - Under hans tid inordnades Norden i ärkestiftet Hamburg-Bremen med Ansgar som sin förste ärkebiskop. |        |
| Sergius II Papa SERGIUS Secundus               |      | Okänt födelseår Rom                 | Januari 844      | 27 januari 847 Okänd plats     | 27 januari 847 Okänd plats     | - Var påve under saracenernas skövling av Rom 846. |        |
| Sankt Leo IV Papa LEO Quartus                  |      | 790 Rom                             | 10 april 847     | 17 juli 855 Okänd plats        | 17 juli 855 Okänd plats        | - Helgon med festdag 17 juli. |        |
| Benedictus III Papa BENEDICTUS Tertius         |      | Okänt födelseår Rom                 | 29 september 855 | 17 april 858 Okänd plats       | 17 april 858 Okänd plats       | |        |
| Sankt Nicolaus I Papa NICOLAUS                 |      | Omkring 820 Rom                     | 24 april 858     | 13 november 867 Rom            | 13 november 867 Rom            | - Helgon med festdag 13 november. |        |
| Hadrianus II Papa HADRIANUS Secundus           |      | 792 Rom                             | 14 december 867  | 14 december 872 Okänd plats    | 14 december 872 Okänd plats    | - Den ende påve som har dött och därmed avslutat sitt pontifikat på årsdagen av sitt tillträde. |        |
| Johannes VIII Papa IOHANNES Octavus            |      | Okänt födelseår Rom                 | 14 december 872  | 16 december 882 Okänd plats    | 16 december 882 Okänd plats    | |        |
| Marinus I eller Martin II Papa MARINUS         |      | Okänt födelseår Gallese utanför Rom | 16 december 882  | 15 maj 884 Okänd plats         | 15 maj 884 Okänd plats         | |        |
| Sankt Hadrianus III Papa HADRIANUS Tertius     |      | Okänt födelseår Rom                 | 17 maj 884       | September 885 Modena i Italien | September 885 Modena i Italien | - Helgon med festdag 8 juli. |        |
| Stefan V Papa STEPHANUS Quintus                |      | Okänt födelseår Rom                 | September 885    | 14 september 891 Okänd plats   | 14 september 891 Okänd plats   | - Från 1500-talet till 1960 känd som Stefan VI. |        |
| Formosus Papa FORMOSUS                         |      | Omkring 816 Ostia nära Rom          | 6 oktober 891    | 4 april 896 Rom                | 4 april 896 Rom                | - Efter sin död blev han av efterträdaren Stefan VI under den så kallade kadaversynoden 897 dömd till postum avrättning, skändad och slängd i floden Tibern. Efter ett folkligt uppror blev han emellertid återupprättad och begravd i Peterskyrkan. |        |
| Bonifatius VI Papa BONIFACIUS Sextus           |      | Okänt födelseår Rom                 | 11 april 896     | 26 april 896 Rom               | 26 april 896 Rom               | - Avliden av gikt efter endast 15 dagars pontifikat. |        |
| Stefan VI Papa STEPHANUS Sextus                |      | Okänt födelseår Okänd plats         | 22 maj 896       | Augusti 897 Okänd plats        | Augusti 897 Okänd plats        | - Avsatt och mördad (strypt) av ett folkuppror i Rom. |        |
| Romanus Papa ROMANUS                           |      | Okänt födelseår Gallese             | Augusti 897      | November 897                   | November 897 Okänd plats       | - Den enda påven vars namn börjar på bokstaven R. |        |
| Theodor II Papa THEODORUS Secundus             |      | 840 Rom                             | December 897     | December 897 Rom               | December 897 Rom               | - Påve i 20 dagar under december 897. |        |
| Johannes IX Papa IOHANNES Nonus                |      | Okänt födelseår Tivoli              | Januari 898      | Januari 900 Rom                | Januari 900 Rom                | |        |

### 900-talet
| Namn Populärnamn · Latinskt namn · Födelsenamn                   | Bild   | Födelse Datum · Ort         | Tillträde                   | Frånträde                   | Död Datum · Ort                    | Anmärkningar | Källor |
| ---------------------------------------------------------------- | ------ | --------------------------- | --------------------------- | --------------------------- | ---------------------------------- | --- | ------ |
| Benedictus IV Papa BENEDICTUS Quartus                            |        | Okänt födelseår Rom         | 1 februari 900              | Juli 903 Okänd plats        | Juli 903 Okänd plats               | |        |
| Leo V Papa LEO Quintus                                           |        | Okänt födelseår Ardea       | Juli 903                    | September 903               | September eller 6 december 903 Rom | - Avsatt av motpåven Christoforus och antingen mördad av denne i september eller avrättad av efterträdaren Sergius den 6 december 903.                                                           |        |
| Sergius III Papa SERGIUS Tertius                                 |        | Okänt födelseår Rom         | 29 januari 904              | 14 april 911 Rom            | 14 april 911 Rom                   | - Under hans tid inleddes Saeculum obscurum ("det mörka århundradet"), under vilket påvedömet kännetecknas av religiöst och sedligt förfall samt pornokratin.                                    |        |
| Anastasius III Papa ANASTASIUS Tertius                           |        | Okänt födelseår Rom         | April 911                   | Juni 913 Rom                | Juni 913 Rom                       | |        |
| Lando Papa LANDO                                                 |        | Okänt födelseår Sabinum     | Juli eller augusti 913      | Februari eller mars 914 Rom | Februari eller mars 914 Rom        | - Den siste påven med ett namn, som ingen tidigare påve hade haft före Johannes Paulus I:s tillträde 1978.                                                                                       |        |
| Johannes X Papa IOHANNES Decimus                                 |        | Okänt födelseår Romagna     | Mars 914                    | Maj 928 Okänd plats         | Maj 928 Okänd plats                | |        |
| Leo VI Papa LEO Sextus                                           |        | Okänt födelseår Rom         | Maj eller juni 928          | December 928 Rom            | December 928 Rom                   | |        |
| Stefan VII Papa STEPHANUS Septimus (Stephanus de Gabrielli)      |        | Okänt födelseår Rom         | December 928                | 15 mars 931 Okänd plats     | 15 mars 931 Okänd plats            | - Från 1500-talet till 1960 känd som Stefan VIII. |        |
| Johannes XI Papa IOHANNES Undecimus                              |        | Möjligen 910 Rom            | Mars 931                    | December 935 Rom            | December 935 Rom                   | |        |
| Leo VII Papa LEO Septimus                                        |        | Okänt födelseår Okänd plats | 3 januari 936               | 13 juli 939 Okänd plats     | 13 juli 939 Okänd plats            | |        |
| Stefan VIII Papa STEPHANUS Octavus                               |        | Okänt födelseår Rom         | 14 juli 939                 | Slutet av oktober 942 Rom   | Slutet av oktober 942 Rom          | - Från 1500-talet till 1960 känd som Stefan IX. |        |
| Marinus II eller Martin III Papa MARINUS Secundus                |        | Okänt födelseår Rom         | 30 oktober 942              | Maj 946 Rom                 | Maj 946 Rom                        | |        |
| Agapetus II Papa AGAPETUS Secundus                               |        | Okänt födelseår Rom         | 10 maj 946                  | 8 november 955 Rom          | 8 november 955 Rom                 | |        |
| Johannes XII Papa IOHANNES Duodecimus (Octavianus)               |        | Omkring 937 Rom             | 16 december 955             | 14 maj 964 Rom              | 14 maj 964 Rom                     | - Under hans tid tog Saeculum obscurum och pornokratin slut. |        |
| Benedictus V Papa BENEDICTUS Quintus                             | 100.px | Okänt födelseår Rom         | 22 maj 964                  | 23 juni 964                 | 4 juli 965 Hamburg                 | - Vid avsättningen ska Leo VIII ha brutit av hans påvespira över hans huvud, vilket är första gången en sådan spira omnämns.                                                                     |        |
| Leo VIII Papa LEO Octavus                                        |        | Okänt födelseår Ostia       | Juli 964                    | 1 mars 965 Rom              | 1 mars 965 Rom                     | - Utsedd till påve av kejsar Otto den store redan 6 december 963 i opposition mot Johannes XII och efter dennes död mot Benedictus V. Erkändes som legitim påve efter Benedictus avsättning 964. |        |
| Johannes XIII Papa IOHANNES Tertius Decimus (Giovanni Crescenzi) |        | Okänt födelseår Rom         | 1 oktober 965               | 6 september 972 Rom         | 6 september 972 Rom                | |        |
| Benedictus VI Papa BENEDICTUS Sextus                             |        | Okänt födelseår Rom         | 19 januari 973              | Juni 974 Rom                | Juni 974 Rom                       | - Avsatt och mördad (strypt) på order av Crescentius den äldre, för att förhindra att han skulle släppa kejsar Ottos sändebud Sicco fri.                                                         |        |
| Benedictus VII Papa BENEDICTUS Septimus                          |        | Okänt födelseår Rom         | Oktober 974                 | 10 juli 983 Rom             | 10 juli 983 Rom                    | |        |
| Johannes XIV Papa IOHANNES Quartus Decimus (Pietro Canepanova)   |        | Okänt födelseår Pavia       | November eller december 983 | 20 augusti 984 Rom          | 20 augusti 984 Rom                 | - Avsatt och mördad av motpåven Bonifatius VII. |        |
| Johannes XV Papa IOHANNES Quintus Decimus                        |        | Okänt födelseår Rom         | Augusti eller september 985 | 1 april 996 Rom             | 1 april 996 Rom                    | |        |
| Gregorius V Papa GREGORIUS Quintus (Bruno av Kärnten)            |        | Omkring 972 Sachsen         | 3 maj 996                   | 18 februari 999 Rom         | 18 februari 999 Rom                | - Om Benedictus IX föddes 1005 var Gregorius V den yngste påven någonsin vid tillträdet, annars den näst yngste.                                                                                 |        |

### 1000-talet
| Namn Populärnamn · Latinskt namn · Födelsenamn                                | Bild | Födelse Datum · Ort                         | Tillträde         | Frånträde                       | Död Datum · Ort                                | Anmärkningar | Källor |
| ----------------------------------------------------------------------------- | ---- | ------------------------------------------- | ----------------- | ------------------------------- | ---------------------------------------------- | --- | ------ |
| Silvester II Papa SILVESTER Secundus (Gerbert d'Aurillac)                     |      | 945, 946 eller 950 Belliac i Auvergne       | 2 april 999       | 12 maj 1003 Rom                 | 12 maj 1003 Rom                                | - Förste franske påven. |        |
| Johannes XVII Papa IOHANNES Septimus Decimus (Giovanni Sicco)                 |      | Okänt födelseår Rom                         | 16 maj 1003       | 6 november 1003 Rom             | 6 november 1003 Rom                            | |        |
| Johannes XVIII Papa IOHANNES DuodeVicesimus (Giovanni Fasano eller Phasianus) |      | Okänt födelseår Rapagnano                   | 25 december 1003  | 18 juli 1009 Rom                | 18 juli 1009 Rom                               | |        |
| Sergius IV Papa SERGIUS Quartus (Pietro Boccapecora)                          |      | Okänt födelseår Rom                         | 31 juli 1009      | 12 maj 1012 Rom                 | 12 maj 1012 Rom                                | |        |
| Benedictus VIII Papa BENEDICTUS Octavus (Theophylactus)                       |      | Okänt födelseår Okänd plats                 | 18 maj 1012       | 9 april 1024 Rom                | 9 april 1024 Rom                               | - Bror till Johannes XIX och farbror till Benedictus IX. |        |
| Johannes XIX Papa IOHANNES UndeVicemus (Romanus)                              |      | Okänt födelseår Rom                         | 19 april 1024     | 20 oktober 1032 Rom             | 20 oktober 1032 Rom                            | - Bror till Benedictus VIII och farbror till Benedictus IX. |        |
| Benedictus IX Papa BENEDICTUS Nonus (Theophylactus av Tusculum)               |      | Omkring 1005 eller 1012 Rom                 | 21 oktober 1032   | September 1044                  |                                                | - Om han föddes 1012 var han den yngste påven någonsin vid tillträdet (20 år), annars den näst yngste efter Gregorius V. |        |
| Silvester III Papa SILVESTER Tertius (Giovanni di Crescenzi–Ottaviani)        |      | Omkring 1000 Rom                            | 20 januari 1045   | 10 mars 1045                    | Oktober 1063 Sabina                            | - Avsatt av Benedictus IX. |        |
| Benedictus IX Papa BENEDICTUS Nonus (Theophylactus av Tusculum)               |      |                                             | 10 mars 1045      | 1 maj 1045                      |                                                | - Den ende påven som har sålt ämbetet. |        |
| Gregorius VI Papa GREGORIUS Sextus (Johannes Gratianus)                       |      | Okänt födelseår Rom                         | 5 maj 1045        | 20 december 1046                | 1048 Köln                                      | - Avsatt vid synoden i Sutri. |        |
| Clemens II Papa CLEMENS Secundus (Suidger av Morsleben och Hornburg)          |      | 1005 Hornburg                               | 25 december 1046  | 9 oktober 1047 Nära Pesaro      | 9 oktober 1047 Nära Pesaro                     | |        |
| Benedictus IX Papa BENEDICTUS Nonus (Theophylactus av Tusculum)               |      |                                             | 8 november 1047   | 16 juli 1048                    | December 1055 eller januari 1056 Grottaferrata | - Den ende som varit påve fler än en gång. |        |
| Damasus II Papa DAMASUS Secundus (Poppo av Curagnoni)                         |      | Okänt födelseår Pildenau i Bayern           | 17 juli 1048      | 9 augusti 1048 Palestrina       | 9 augusti 1048 Palestrina                      | - Blev utsedd av den tysk-romersk kejsare Henrik III istället för ärkebiskop Halinard av Lyon, som blivit mycket populär i Rom. |        |
| Sankt Leo IX Papa LEO Nonus (Bruno av Eguisheim-Dagsbourg)                    |      | 21 juni 1002 Eguisheim i Elsass             | 12 februari 1049  | 19 april 1054 Rom               | 19 april 1054 Rom                              | - 1054 bannlyste Leo IX och patriarken av Konstantinopel Michael Cerularius varandra, vilket inledde den stora schismen, som ännu existerar mellan den katolska och den ortodxa kyrkan. Påvens och patriarkens ömsesidiga bannlysning av varandras ämbeten upphävdes först 1964. |        |
| Viktor II Papa VICTOR Secundus (Gebhard av Dollnstein-Hirschberg)             |      | Omkring 1018 Bayern eller Schwaben          | 13 april 1055     | 28 juli 1057 Arezzo             | 28 juli 1057 Arezzo                            | |        |
| Stefan IX Papa STEPHANUS Nonus (Frederick av Lothringen)                      |      | Omkring 1020 Lothringen                     | 3 augusti 1057    | 29 mars 1058 Florens            | 29 mars 1058 Florens                           | - Den siste tyske påven före Benedictus XVI:s tillträde 2005. |        |
| Nicolaus II Papa NICOLAUS Secundus (Gérard av Burgund)                        |      | Första halvan av 990-talet Mercury          | 6 december 1058   | 27 juli 1061 Florens            | 27 juli 1061 Florens                           | |        |
| Alexander II Papa ALEXANDER Secundus (Anselmo di Baggio)                      |      | Okänt födelseår Milano                      | 30 september 1061 | 21 april 1073 Rom               | 21 april 1073 Rom                              | |        |
| Gregorius VII Papa GREGORIUS Septimus (Ildebrando di Saona)                   |      | Omkring 1020 Sovana i Toscana               | 22 april 1073     | 25 maj 1085 Rom                 | 25 maj 1085 Rom                                | - Var påve under normandernas skövling av Rom 1084. |        |
| Viktor III Papa VICTOR Tertius (Dauferius)                                    |      | 1027 Benevento                              | 24 maj 1086       | 16 september 1087 Monte Cassino | 16 september 1087 Monte Cassino                | |        |
| Urban II Papa URBANUS Secundus (Odo, Otho, Otto eller Eudes av Lagery)        |      | Omkring 1035 Lagery i Champagne i Frankrike | 12 mars 1088      | 29 juli 1099 Rom                | 29 juli 1099 Rom                               | - Utlyste det första korståget vid kyrkomötet i Clermont 1095. |        |

### 1100-talet
| Namn Populärnamn · Latinskt namn · Födelsenamn                        | Bild | Födelse Datum · Ort                         | Tillträde               | Frånträde                         | Död Datum · Ort                   | Anmärkningar | Källor |
| --------------------------------------------------------------------- | ---- | ------------------------------------------- | ----------------------- | --------------------------------- | --------------------------------- | --- | ------ |
| Paschalis II Papa PASCHALIS Secundus (Ranierus)                       |      | Okänt födelseår Bleda i Toscana             | 13 augusti 1099         | 21 januari 1118 Rom               | 21 januari 1118 Rom               | - Under hans tid som påve lösgjordes Norden från ärkestiftet Hamburg-Bremen och bildade ett eget ärkestift med säte i Lund (1104). |        |
| Gelasius II Papa GELASIUS Secundus (Giovanni Coniulo)                 |      | Första halvan av 1060-talet Gaeta i Capua   | 24 januari 1118         | 29 januari 1119 Cluny i Burgund   | 29 januari 1119 Cluny i Burgund   | |        |
| Calixtus II Papa CALLISTUS Secundus (Guy av Vienne)                   |      | Omkring 1065 Quingey i Burgund              | 1 eller 2 februari 1119 | 13 december 1124 Rom              | 13 december 1124 Rom              | - Öppnade det första laterankonciliet 1123.                                                                                        |        |
| Honorius II Papa HONORIUS Secundus (Lamberto Scannabecchi)            |      | Omkring 9 februari 1060 Fiagnano            | 21 december 1124        | 13 februari 1130 Rom              | 13 februari 1130 Rom              | |        |
| Innocentius II Papa INNOCENTIUS Secundus (Gregorio Papareschi)        |      | Okänt födelseår Rom                         | 14 februari 1130        | 24 september 1143 Rom             | 24 september 1143 Rom             | - Ledde det andra laterankonciliet 1139.                                                                                           |        |
| Celestinus II Papa COELESTINUS Secundus (Guido di Castello)           |      | Okänt födelseår Città di Castello           | 26 september 1143       | 8 mars 1144 Rom                   | 8 mars 1144 Rom                   | |        |
| Lucius II Papa LUCIUS Secundus (Gherardo Caccianemici dal Orso)       |      | Okänt födelseår Bologna                     | 9 mars 1144             | 15 februari 1145                  | 15 februari 1145                  | |        |
| Salig Eugenius III Papa EUGENIUS Tertius (Bernardo Pignatelli)        |      | Slutet av 1080-talet Pisa                   | 15 februari 1145        | 8 juli 1153 Tivoli                | 8 juli 1153 Tivoli                | - Utlyste det andra korståget. |        |
| Anastasius IV Papa ANASTASIUS Quartus (Corrado Demetri della Suburra) |      | Omkring 1073 Rom                            | 9 juli 1153             | 3 december 1154 Rom               | 3 december 1154 Rom               | |        |
| Hadrianus IV Papa HADRIANUS Quartus (Nicholas Breakspear)             |      | Omkring 1100 Hertfordshire i England        | 4 december 1154         | 1 september 1159 Anagni           | 1 september 1159 Anagni           | - Erkände den engelske regenten (då Henrik II) som härskare över Irland.                                                           |        |
| Alexander III Papa ALEXANDER Tertius (Orlando Bandinelli)             |      | Första halvan av decenniet 1100-talet Siena | 7 september 1159        | 30 augusti 1181 Civita Castellana | 30 augusti 1181 Civita Castellana | - Ledde det tredje laterankonciliet 1179.                                                                                          |        |
| Lucius III Papa LUCIUS Tertius (Ubaldo Allucingoli)                   |      | Omkring 1100 Lucca                          | 1 september 1181        | 25 november 1185 Verona           | 25 november 1185 Verona           | |        |
| Urban III Papa URBANUS Tertius (Uberto Crivelli)                      |      | Omkring 1120 Cuggiono                       | 25 november 1185        | 20 oktober 1187 Ferrara           | 20 oktober 1187 Ferrara           | |        |
| Gregorius VIII Papa GREGORIUS Osctavus (Alberto de Morra)             |      | Omkring 1100 Benevento                      | 25 oktober 1187         | 17 december 1187 Pisa             | 17 december 1187 Pisa             | - Utlyste det tredje korståget. |        |
| Clemens III Papa CLEMENS Tertius (Paolo Scolari)                      |      | 1130 Rom                                    | 19 december 1187        | 27 mars 1191 Rom                  | 27 mars 1191 Rom                  | |        |
| Celestinus III Papa CELESTINUS Tertius (Giacinto Bobone Orsini)       |      | Omkring 1106 Rom                            | 30 mars 1191            | 8 januari 1198 Rom                | 8 januari 1198 Rom                | |        |

### 1200-talet
| Namn Populärnamn · Latinskt namn · Födelsenamn                                         | Bild | Födelse Datum · Ort                              | Tillträde         | Frånträde                | Död Datum · Ort          | Anmärkningar | Källor |
| -------------------------------------------------------------------------------------- | ---- | ------------------------------------------------ | ----------------- | ------------------------ | ------------------------ | --- | ------ |
| Innocentius III Papa INNOCENTIUS Tertius (Lotario dei Conti di Segni)                  |      | 1160 eller 1161 Gavignano                        | 8 januari 1198    | 16 juli 1216 Perugia     | 16 juli 1216 Perugia     | - Bannlyste den tysk-romerske kejsaren Otto IV och den engelske kungen Johan. |        |
| Honorius III Papa HONORIUS Tertius (Cencio Savelli)                                    |      | 1148 Rom                                         | 18 juli 1216      | 18 mars 1227 Rom         | 18 mars 1227 Rom         | - Utlyste det femte korståget. |        |
| Gregorius IX Papa GREGORIUS Nonus (Ugolino di Conti)                                   |      | Omkring 1155 Anagni                              | 19 mars 1227      | 22 augusti 1241 Rom      | 22 augusti 1241 Rom      | |        |
| Celestinus IV Papa CELESTINUS Quartus (Goffredo da Castiglione)                        |      | Okänt födelseår Milano                           | 25 oktober 1241   | 10 november 1241 Rom     | 10 november 1241 Rom     | - Dog innan han hann krönas. |        |
|                                                                                        |      | Interregnum 1241–1243                            |                   |                          |                          | |        |
| Innocentius IV Papa INNOCENTIUS Quartus (Sinibaldo de Fieschi)                         |      | Början av 1190-talet Genua eller Manarola        | 25 juni 1243      | 7 december 1254 Neapel   | 7 december 1254 Neapel   | - Ledde det första konciliet i Lyon 1245. |        |
| Alexander IV Papa ALEXANDER Quartus (Rinaldo Conti)                                    |      | Omkring 1199 Jenne                               | 12 december 1254  | 25 maj 1261 Viterbo      | 25 maj 1261 Viterbo      | |        |
| Urban IV Papa URBANUS Quartus (Jacques Pantaléon)                                      |      | Omkring 1195 Troyes                              | 29 augusti 1261   | 2 oktober 1264 Perugia   | 2 oktober 1264 Perugia   | |        |
| Clemens IV Papa CLEMENS Quartus (Gui Faucoi)                                           |      | 23 november 1195 Saint-Gilles-du-Gard            | 5 februari 1265   | 29 november 1268 Viterbo | 29 november 1268 Viterbo | - Residerade under hela sitt pontifikat i Viterbo och besökte aldrig Rom. |        |
|                                                                                        |      | Interregnum 1268–1271                            |                   |                          |                          | |        |
| Salig Gregorius X Papa GREGORIUS Decimus (Teobaldo Visconti)                           |      | Omkring 1210 Piacenza                            | 1 september 1271  | 10 januari 1276 Arezzo   | 10 januari 1276 Arezzo   | - Saligförklarad med festdag ursprungligen 10 januari, numera 9 januari. |        |
| Salig Innocentius V Papa INNOCENTIUS Quintus (Pierre de Tarentaise)                    |      | Omkring 1225 Nära Champagny en Venoise i Savojen | 21 januari 1276   | 22 juni 1276 Rom         | 22 juni 1276 Rom         | - Saligförklarad med festdag 22 juni. |        |
| Hadrianus V Papa HADRIANUS Quintus (Ottobono de' Fieschi)                              |      | 1200- eller 1210-talet Genua                     | 11 juli 1276      | 18 augusti 1276 Viterbo  | 18 augusti 1276 Viterbo  | |        |
| Johannes XXI Papa IOHANNES Vicesimus Primus (Pedro Julião eller Pedro Hispano)         |      | Omkring 1215 Lissabon i Portugal                 | 13 september 1276 | 20 maj 1277 Viterbo      | 20 maj 1277 Viterbo      | - Antog ordningsnumret XXI (21), trots att det inte har funnits någon Johannes XX (20). Detta berodde på att han ville korrigera vad man trodde var en miss i ordningsnumren på Johannespåvarna 15–19. |        |
| Nicolaus III Papa NICOLAUS Tertius (Giovanni Gaetano Orsini)                           |      | Omkring 1216 Rom                                 | 25 november 1277  | 22 augusti 1280 Viterbo  | 22 augusti 1280 Viterbo  | |        |
| Martin IV Papa MARTIN Quartus (Simon de Brion)                                         |      | 1210-talet Touraine i Frankrike                  | 21 februari 1281  | 28 mars 1285 Perugia     | 28 mars 1285 Perugia     | |        |
| Honorius IV Papa HONORIUS Quertus (Giacomo Savelli)                                    |      | Omkring 1210 Rom                                 | 2 april 1285      | 3 april 1287 Rom         | 3 april 1287 Rom         | |        |
| Nicolaus IV Papa NICOLAUS Quertus (Girolamo Masci)                                     |      | 30 september 1227 Lisciano nära Rom              | 22 februari 1288  | 4 april 1292 Rom         | 4 april 1292 Rom         | |        |
|                                                                                        |      | Interregnum 1292–1294                            |                   |                          |                          | |        |
| Sankt Celestinus V Papa COELESTINUS Quintus (Pietro Angelerio eller Pietro da Morrone) |      | 1209 eller 1215 Iserna på Sicilien               | 5 juli 1294       | 13 december 1294         | 19 maj 1296 Ferentino    | - Före 2013 den ende påve som självmant har abdikerat. |        |
| Bonifatius VIII Papa BONIFACIUS Octavus (Benedetto Caetani)                            |      | Omkring 1235 Anagni                              | 24 december 1294  | 11 oktober 1303 Rom      | 11 oktober 1303 Rom      | - Utlyste det första jubelåret 1300. |        |

### 1300-talet
| Namn Populärnamn · Latinskt namn · Födelsenamn                              | Bild | Födelse Datum · Ort                                  | Tillträde         | Frånträde                            | Död Datum · Ort                      | Anmärkningar                                                                                    | Källor |
| --------------------------------------------------------------------------- | ---- | ---------------------------------------------------- | ----------------- | ------------------------------------ | ------------------------------------ | ----------------------------------------------------------------------------------------------- | ------ |
| Salig Benedictus XI Papa BENEDICTUS Undecimus (Niccolò Boccasino)           |      | 1240 Treviso                                         | 22 oktober 1303   | 7 juli 1304 Perugia                  | 7 juli 1304 Perugia                  | - Saligförklarad med festdag 7 juli.                                                            |        |
| Clemens V Papa CLEMENS Quintus (Raymond Bertrand de Got)                    |      | Omkring 1260 eller 1264 Villandraut i Gascogne       | 5 juni 1305       | 20 april 1314 Roquemaure i Frankrike | 20 april 1314 Roquemaure i Frankrike | - Ledde konciliet i Vienne 1311–1312.                                                           |        |
|                                                                             |      | Interregnum 1314–1316                                |                   |                                      |                                      |                                                                                                 |        |
| Johannes XXII Papa IOHANNES Vicesimus Secundus (Jacques Duèze eller d'Euse) |      | 1244, 1245 eller 1249 Cahors                         | 7 augusti 1316    | 4 december 1334 Avignon              | 4 december 1334 Avignon              |                                                                                                 |        |
| Benedictus XII Papa BENEDICTUS Duodecimus (Jacques Fournier)                |      | 1285 Saverdun                                        | 20 december 1334  | 25 april 1342 Avignon                | 25 april 1342 Avignon                |                                                                                                 |        |
| Clemens VI Papa CLEMENS Sextus (Pierre Roger)                               |      | 1291 Corrèze i Frankrike                             | 7 maj 1342        | 6 december 1352 Avignon              | 6 december 1352 Avignon              | - Påve under digerdöden.                                                                        |        |
| Innocentius VI Papa INNOCENTIUS Sextus (Étienne Aubert)                     |      | 1282 Beyssac i Frankrike                             | 18 december 1352  | 12 september 1362 Avignon            | 12 september 1362 Avignon            | - Det 200:e pontifikatet om den valde Stefan (752) räknas med.                                  |        |
| Salig Urban V Papa URBANUS Quintus (Guillaume Grimoard)                     |      | 1310 Grizac i Languedoc                              | 28 september 1362 | 19 december 1370 Avignon             | 19 december 1370 Avignon             | - Det 200:e pontifikatet på officiella listor där den valde påven Stefan (752) inte räknas med. |        |
| Gregorius XI Papa GREGORIUS Undecimus (Pierre Roger de Beaufort)            |      | 1329, 1331 eller 1336 Maumont i Limousin i Frankrike | 30 december 1370  | 27 mars 1378 Rom                     | 27 mars 1378 Rom                     | - Den 200:e påven om den valde Stefan (752) räknas med.                                         |        |
| Urban VI Papa URBANUS Sextus (Bartolomeo Prignano)                          |      | Omkring 1318 Neapel                                  | 8 april 1378      | 15 oktober 1389 Rom                  | 15 oktober 1389 Rom                  | - Den 200:e påven på officiella listor där den valde påven Stefan (752) inte räknas med.        |        |
| Bonifatius IX Papa BONIFACIUS Nonus (Piero Tomacelli)                       |      | 1350, 1355 eller 1356 Neapel                         | 2 november 1389   | 1 oktober 1404 Rom                   | 1 oktober 1404 Rom                   | - Helgonförklarade heliga Birgitta 1391.                                                        |        |

### 1400-talet
| Namn Populärnamn · Latinskt namn · Födelsenamn                            | Bild | Födelse Datum · Ort                                | Tillträde        | Frånträde                       | Död Datum · Ort                  | Anmärkningar                                                                       | Källor |
| ------------------------------------------------------------------------- | ---- | -------------------------------------------------- | ---------------- | ------------------------------- | -------------------------------- | ---------------------------------------------------------------------------------- | ------ |
| Innocentius VII Papa INNOCENTIUS Septimus (Cosimo Gentile de' Migliorati) |      | 1336 Sulmona i Neapel                              | 17 oktober 1404  | 6 november 1406 Rom             | 6 november 1406 Rom              |                                                                                    |        |
| Gregorius XII Papa GREGORIUS Duodecimus (Angelo Coraria)                  |      | Omkring 1326 Venedig                               | 30 november 1406 | 4 juli 1415                     | 18 oktober 1417 Recanti i Marche | - Fram till 2013 den senaste påven som inte dog i ämbetet.                         |        |
|                                                                           |      | Interregnum 1415–1417                              |                  |                                 |                                  |                                                                                    |        |
| Martin V Papa MARTINUS Quintus (Oddone Colonna)                           |      | Omkring 1368 Genazzano nära Rom                    | 11 november 1417 | 20 februari 1431 Rom            | 20 februari 1431 Rom             | - Inledde kyrkomötet i Basel 1431.                                                 |        |
| Eugenius IV Papa EUGENIUS Quartus (Gabriele Condulmaro)                   |      | 1383 Venedig                                       | 3 mars 1431      | 23 februari 1447 Rom            | 23 februari 1447 Rom             | - Morbror till Paulus II.                                                          |        |
| Nicolaus V Papa NICOLAUS Quintus (Tommaso Parentucelli)                   |      | 15 november 1397 Sarzana nära La Spezia i Ligurien | 6 mars 1447      | 24 mars 1455 Rom                | 24 mars 1455 Rom                 |                                                                                    |        |
| Calixtus III Papa CALLISTUS Tertius (Alfonso de Borja)                    |      | 31 december 1378 Valencia i Spanien                | 8 april 1455     | 6 augusti 1458 Rom              | 6 augusti 1458 Rom               | - Den förste spanske påven.                                                        |        |
| Pius II Papa PIUS Secundus (Enea Silvio Piccolomini)                      |      | 18 oktober 1405 Corsignano i Siena                 | 19 augusti 1458  | 14 augusti 1464 Ancona i Marche | 14 augusti 1464 Ancona i Marche  |                                                                                    |        |
| Paulus II Papa PAULUS Secundus (Pietro Barbo)                             |      | 23 februari 1417 Venedig                           | 30 augusti 1464  | 26 juli 1471 Rom                | 26 juli 1471 Rom                 | - Sägs ha dött av en hjärtattack under ett samlag med en page.                     |        |
| Sixtus IV Papa XYSTUS Quartus (Francesco della Rovere)                    |      | 21 juli 1414 Celle Ligure                          | 9 augusti 1471   | 12 augusti 1484 Rom             | 12 augusti 1484 Rom              | - Godkände grundandet av Uppsala universitet 1477 och Köpenhamns universitet 1479. |        |
| Innocentius VIII Papa INNOCENTIUS Octavus (Giovanni Battista Cibò)        |      | 1432 Genua                                         | 29 augusti 1484  | 25 juli 1492 Rom                | 25 juli 1492 Rom                 |                                                                                    |        |
| Alexander VI Papa ALEXANDER Sextus (Rodrigo Lanzol-Borja y Borja)         |      | 1 januari 1431 Xàvita i Valencia                   | 11 augusti 1492  | 18 augusti 1503 Rom             | 18 augusti 1503 Rom              | - Far till Cesare och Lucrezia Borgia.                                             |        |

### 1500-talet
| Namn Populärnamn · Latinskt namn · Födelsenamn                               | Bild | Födelse Datum · Ort                | Tillträde                               | Frånträde             | Död Datum · Ort       | Anmärkningar | Källor |
| ---------------------------------------------------------------------------- | ---- | ---------------------------------- | --------------------------------------- | --------------------- | --------------------- | --- | ------ |
| Pius III Papa PIUS Tertius (Francesco Todeschini Piccolomini)                |      | 29 maj 1439 Siena                  | 22 september 1503                       | 18 oktober 1503 Rom   | 18 oktober 1503 Rom   | |        |
| Julius II Papa IULIUS Secundus (Giuliano della Rovere)                       |      | 5 december 1443 Albisola           | 1 november 1503                         | 21 februari 1513 Rom  | 21 februari 1513 Rom  | - Föreslog diverse ombyggnader av Peterskyrkan.                                                                                       |        |
| Leo X Papa LEO Decimus (Giovanni di Lorenzo de' Medici)                      |      | 11 december 1475 Florens           | Vald 9 mars 1513 Utropad 11 mars 1513   | 1 december 1521 Rom   | 1 december 1521 Rom   | - Var också den som bannlysten Luther 1521.                                                                                           |        |
| Hadrianus VI Papa HADRIANUS Sextus (Adriaan Florenszoon Boeyens)             |      | 2 mars 1459 Utrecht                | 9 januari 1522                          | 14 september 1523 Rom | 14 september 1523 Rom | - Den ende nederländske påven. - Den siste icke-italienske påven innan Johannes Paulus II:s tillträde 1978.                           |        |
| Clemens VII Papa CLEMENS Septimus (Giulio di Giuliano de' Medici)            |      | 26 maj 1478 Florens                | 19 november 1523                        | 25 september 1534 Rom | 25 september 1534 Rom | - Vägrade tillåta Henrik VIII av England att skilja sig från Katarina av Aragonien, vilket ledde till att England bröt med påvedömet. |        |
| Paulus III Papa PAULUS Tertius (Alessandro Farnese)                          |      | 29 februari 1468 Canino i Lazio    | 13 oktober 1534                         | 10 november 1549 Rom  | 10 november 1549 Rom  | - Öppnade det tridentinska kyrkomötet 1545, vilket skulle komma att pågå i 18 år (till 1563).                                         |        |
| Julius III Papa IULIUS Tertius (Giovanni Maria Ciocchi del Monte)            |      | 10 september 1487 Rom              | 7 februari 1550                         | 23 mars 1555 Rom      | 23 mars 1555 Rom      | |        |
| Marcellus II Papa MARCELLUS Secundus (Marcello Cervini degli Spannochi)      |      | 6 maj 1501 Montepulciano i Toscana | Vald 9 april 1555 Utropad 10 april 1555 | 1 maj 1555 Rom        | 1 maj 1555 Rom        | - Den senaste påven som använde sitt födelsenamn som officiellt påvenamn.                                                             |        |
| Paulus IV Papa PAULUS Quartus (Giovanni Pietro Carafa)                       |      | 28 juni 1476 Capriglia Irpina      | 23 maj 1555                             | 18 augusti 1559 Rom   | 18 augusti 1559 Rom   | - Införde katolska kyrkans lista över förbjudna böcker Index librorum prohibitorum 1559.                                              |        |
| Pius IV Papa PIUS Quartus (Giovanni Angelo de' Medici)                       |      | 3 mars 1499 Milano                 | 25 december 1559                        | 9 december 1565 Rom   | 9 december 1565 Rom   | - Återöppnade tridentinska kyrkomötet 1562, vilket sedan avslutades 1563.                                                             |        |
| Sankt Pius V Papa PIUS Quintus (Antonio [från 1518 Michele] Ghislieri)       |      | 17 januari 1504 Bosco i Lombardiet | 7 januari 1566                          | 1 maj 1572 Rom        | 1 maj 1572 Rom        | - Påve under de kristnas seger över osmanerna i slaget vid Lepanto 1571.                                                              |        |
| Gregorius XIII Papa GREGORIUS Tertius Decimus (Ugo Boncompagni)              |      | 7 januari 1502 Bologna             | 14 maj 1572                             | 10 april 1585 Rom     | 10 april 1585 Rom     | - Lät införa den reformerade gregorianska kalendern 1582.                                                                             |        |
| Sixtus V Papa XYSTUS Quintus (Felice Peretti di Montalto)                    |      | 13 december 1521 Grottammare       | 24 april 1585                           | 27 augusti 1590 Rom   | 27 augusti 1590 Rom   | |        |
| Urban VII Papa URBANUS Septimus (Giovanni Battista Castagna)                 |      | 4 augusti 1521 Rom                 | 15 september 1590                       | 27 september 1590 Rom | 27 september 1590 Rom | - Dog innan han hann krönas. |        |
| Gregorius XIV Papa GREGORIUS Quartus Decimus (Niccolò Sfondrati)             |      | 11 februari 1535 Somma Lombardo    | 5 december 1590                         | 16 oktober 1591 Rom   | 16 oktober 1591 Rom   | |        |
| Innocentius IX Papa INNOCENTIUS Nonus (Giovanni Antonio Facchinetti de Nuce) |      | 20 juli 1519 Bologna               | 19 oktober 1591                         | 30 december 1591 Rom  | 30 december 1591 Rom  | |        |
| Clemens VIII Papa CLEMENS Octavus (Ippolito Aldobrandini)                    |      | 24 februari 1536 Fano i Marche     | 30 januari 1592                         | 3 mars 1605 Rom       | 3 mars 1605 Rom       | |        |

### 1600-talet
| Namn Populärnamn · Latinskt namn · Födelsenamn                         | Bild | Födelse Datum · Ort               | Tillträde         | Frånträde             | Död Datum · Ort       | Anmärkningar                                  | Källor |
| ---------------------------------------------------------------------- | ---- | --------------------------------- | ----------------- | --------------------- | --------------------- | --------------------------------------------- | ------ |
| Leo XI Papa LEO Undecimus (Alessandro Ottaviano de' Medici)            |      | 2 juni 1535 Florens               | 1 april 1605      | 27 april 1605 Rom     | 27 april 1605 Rom     |                                               |        |
| Paulus V Papa PAULUS Quintus (Camillo Borghese)                        |      | 17 september 1552 Rom             | 16 maj 1605       | 28 januari 1621 Rom   | 28 januari 1621 Rom   |                                               |        |
| Gregorius XV Papa GREGORIUS Quintus Decimus (Alessandro Ludovisi)      |      | 9 januari 1554 Bologna            | 9 februari 1621   | 8 juli 1623 Rom       | 8 juli 1623 Rom       |                                               |        |
| Urban VIII Papa URBANUS Octavus (Maffeo Barberini)                     |      | 5 april 1568 Florens              | 6 augusti 1623    | 29 juli 1644 Rom      | 29 juli 1644 Rom      | - Ledde rättegången mot Galileo Galilei 1633. |        |
| Innocentius X Papa INNOCENTIUS Decimus (Giovanni Battista Pamphili)    |      | 6 maj 1574 Rom                    | 15 september 1644 | 7 januari 1655 Rom    | 7 januari 1655 Rom    |                                               |        |
| Alexander VII Papa ALEXANDER Septimus (Fabio Chigi)                    |      | 13 februari 1599 Siena i Toscana  | 7 april 1655      | 22 maj 1667 Rom       | 22 maj 1667 Rom       |                                               |        |
| Clemens IX Papa CLEMENS Nonus (Giulio Rospigliosi)                     |      | 28 januari 1600 Pistoia i Toscana | 20 juni 1667      | 9 december 1669 Rom   | 9 december 1669 Rom   |                                               |        |
| Clemens X Papa CLEMENS Decimus (Emilio Bonaventura Altieri)            |      | 13 juli 1590 Rom                  | 29 april 1670     | 22 juli 1676 Rom      | 22 juli 1676 Rom      |                                               |        |
| Salig Innocentius XI Papa INNOCENTIUS Undecimus (Benedetto Odescalchi) |      | 16 maj 1611 Como i Lombardiet     | 21 september 1676 | 12 augusti 1689 Rom   | 12 augusti 1689 Rom   | - Saligförklarad med festdag 12 augusti.      |        |
| Alexander VIII Papa ALEXANDER Octavus (Pietro Vito Ottoboni)           |      | 22 april 1610 Venedig             | 6 oktober 1689    | 1 februari 1691 Rom   | 1 februari 1691 Rom   |                                               |        |
| Innocentius XII Papa INNOCENTIUS Duodecimus (Antonio Pignatelli)       |      | 13 mars 1615 Spinazzola           | 12 juli 1691      | 27 september 1700 Rom | 27 september 1700 Rom |                                               |        |

### 1700-talet
| Namn Populärnamn · Latinskt namn · Födelsenamn                                  | Bild | Födelse Datum · Ort                      | Tillträde        | Frånträde                           | Död Datum · Ort                     | Anmärkningar | Källor |
| ------------------------------------------------------------------------------- | ---- | ---------------------------------------- | ---------------- | ----------------------------------- | ----------------------------------- | --- | ------ |
| Clemens XI Papa CLEMENS Undecimus (Giovanni Francesco Albani)                   |      | 23 juli 1649 Urbino                      | 23 november 1700 | 19 mars 1721 Rom                    | 19 mars 1721 Rom                    | |        |
| Innocentius XIII Papa INNOCENTIUS Tertius Decimus (Michelangelo dei Conti)      |      | 13 maj 1655 Poli                         | 8 maj 1721       | 7 mars 1724 Rom                     | 7 mars 1724 Rom                     | |        |
| Benedictus XIII Papa BENEDICTUS Tertius Decimus (Pietro Francesco Orsini)       |      | 2 februari 1649 Gravina in Puglia        | 29 maj 1724      | 21 februari 1730 Rom                | 21 februari 1730 Rom                | |        |
| Clemens XII Papa CLEMENS Duodecimus (Lorenzo Corsini)                           |      | 7 april 1652 Florens                     | 12 juli 1730     | 6 februari 1740 Rom                 | 6 februari 1740 Rom                 | |        |
| Benedictus XIV Papa BENEDICTUS Quartus Decimus (Prospero Lorenzo Lambertini)    |      | 31 mars 1675 Bologna                     | 17 augusti 1740  | 3 maj 1758 Rom                      | 3 maj 1758 Rom                      | |        |
| Clemens XIII Papa CLEMENS Tertius Decimus (Carlo della Torre di Rezzonico)      |      | 7 mars 1693 Venedig                      | 6 juli 1758      | 2 februari 1769 Rom                 | 2 februari 1769 Rom                 | |        |
| Clemens XIV Papa CLEMENS Quartus Decimus (Giovanni Vincenzo Antonio Ganganelli) |      | 31 oktober 1705 Santarcangelo di Romagna | 19 maj 1769      | 22 september 1774 Rom               | 22 september 1774 Rom               | |        |
| Pius VI Papa PIUS Sextus (Giovanni Angelico Braschi)                            |      | 27 december 1717 Cesena                  | 15 februari 1775 | 29 augusti 1799 Valence i Frankrike | 29 augusti 1799 Valence i Frankrike | - Fördömde franska revolutionen och blev därför fördriven från Kyrkostaten av franska trupper från 1798 till sin död. |        |

### 1800-talet
| Namn Populärnamn · Latinskt namn · Födelsenamn                                                  | Bild | Födelse Datum · Ort                 | Tillträde         | Frånträde            | Död Datum · Ort      | Anmärkningar | Källor |
| ----------------------------------------------------------------------------------------------- | ---- | ----------------------------------- | ----------------- | -------------------- | -------------------- | --- | ------ |
| Pius VII Papa PIUS Septimus (Barnaba Niccolò Maria Luigi Chiaramonti)                           |      | 14 augusti 1742 Cesena              | 14 mars 1800      | 20 augusti 1823 Rom  | 20 augusti 1823 Rom  | - Tillfälligt förvisad från Kyrkostaten av fransmännen mellan 1809 och 1814. Kyrkostaten annekterades av Frankrike, men återupprättades genom beslut vid Wienkongressen 1815. |        |
| Leo XII Papa LEO Duodecimus (Annibale Francesco Clemente Melchiore Girolamo Nicola della Genga) |      | 22 augusti 1760 Genga eller Spoleto | 28 september 1823 | 10 februari 1829 Rom | 10 februari 1829 Rom | |        |
| Pius VIII Papa PIUS Octavus (Francesco Xaverio Castiglioni)                                     |      | 20 november 1761 Cingoli i Marche   | 31 mars 1829      | 30 november 1830 Rom | 30 november 1830 Rom | |        |
| Gregorius XVI Papa GREGORIUS Sextus Decimus (Bartolomeo Alberto Cappellari)                     |      | 18 september 1765 Belluno           | 2 februari 1831   | 1 juni 1846 Rom      | 1 juni 1846 Rom      | - Den senaste, som ej var biskop när han valdes till påve. |        |
| Salig Pius IX Papa PIUS Nonus (Giovanni Maria Mastai-Ferretti)                                  |      | 13 maj 1792 Senigallia              | 16 juni 1846      | 7 februari 1878 Rom  | 7 februari 1878 Rom  | - Den förste påven som blev fotograferad. |        |
| Leo XIII Papa LEO Tertius Decimus (Vincenzo Gioacchino Raffaele Luigi Pecci)                    |      | 2 mars 1810 Carpenito Romano        | 20 februari 1878  | 20 juli 1903 Rom     | 20 juli 1903 Rom     | - Hade det tredje längsta pontifikatet (25 år). |        |

### 1900-talet
| Namn Populärnamn · Latinskt namn · Födelsenamn                                               | Bild | Födelse Datum · Ort             | Tillträde        | Frånträde                      | Död Datum · Ort                | Anmärkningar | Källor |
| -------------------------------------------------------------------------------------------- | ---- | ------------------------------- | ---------------- | ------------------------------ | ------------------------------ | --- | ------ |
| Sankt Pius X Papa PIUS Decimus (Giuseppe Melchiorre Sarto)                                   |      | 2 juni 1835 Riese               | 4 augusti 1903   | 20 augusti 1914 Rom            | 20 augusti 1914 Rom            | - Avled några veckor efter första världskrigets utbrott. |        |
| Benedictus XV Papa BENEDICTUS Quintus Decimus (Giacomo Paolo Giovanni Battista della Chiesa) |      | 21 november 1854 Pegli          | 3 september 1914 | 22 januari 1922 Rom            | 22 januari 1922 Rom            | - Påve under första världskriget. |        |
| Pius XI Papa PIUS Undecimus (Ambrogio Damiano Achille Ratti)                                 |      | 31 maj 1857 Desio               | 6 februari 1922  | 10 februari 1939 Rom           | 10 februari 1939 Rom           | - Undertecknade Lateranfördraget 1929, vilket gjorde Vatikanstaten självständig från Italien samtdigt som Heliga stolen erkände Italien. |        |
| Pius XII Papa PIUS Duodecimus (Eugenio Maria Giuseppe Giovanni Pacelli)                      |      | 2 mars 1876 Rom                 | 2 mars 1939      | 9 oktober 1958 Castel Gandolfo | 9 oktober 1958 Castel Gandolfo | - Införde klausulen om påvens ofelbarhet i Munificentissimus Deus. |        |
| Sankt Johannes XXIII Papa IOHANNES Vicesimus Tertius (Angelo Giuseppe Roncalli)              |      | 25 november 1881 Sotto il Monte | 28 oktober 1958  | 3 juni 1963 Rom                | 3 juni 1963 Rom                | - Öppnade det andra Vatikankonciliet 1962. |        |
| Sankt Paulus VI Papa PAULUS Sextus (Giovanni Battista Enrico Antonio Maria Montini)          |      | 26 september 1897 Concesio      | 21 juni 1963     | 6 augusti 1978 Castel Gandolfo | 6 augusti 1978 Castel Gandolfo | - Helgonförklarad 14 oktober 2018 |        |
| Johannes Paulus I Papa IOHANNES PAULUS Primus (Albino Luciani)                               |      | 17 oktober 1912 Canale d'Agordo | 26 augusti 1978  | 28 september 1978 Rom          | 28 september 1978 Rom          | - Den förste påven med dubbelnamn, tagna efter sina båda närmaste föregångare. - Den förste påven med ordningsnummer I (1), som kallades "den förste" (övriga påvar med detta ordningsnummer kallades inte "den förste" under sin livstid, utan detta lades till i påvelängden, när det kom en ny påve med samma namn, men det var å andra sidan före 1000-talet, långt innan regentnummer hade blivit standard att använda för påvar). |        |
| Sankt Johannes Paulus II Papa IOHANNES PAULUS Secundus (Karol Józef Wojtyła)                 |      | 18 maj 1920 Wadowice i Polen    | 16 oktober 1978  | 2 april 2005 Rom               | 2 april 2005 Rom               | - Besökte Umayyadmoskén i Syriens huvudstad Damaskus och blev därmed den förste påven någonsin, som har besökt en moské. |        |

### 2000-talet
| Namn Populärnamn · Latinskt namn · Födelsenamn                         | Bild | Födelse Datum · Ort                       | Tillträde     | Frånträde                  | Död Datum · Ort            | Anmärkningar                                                                                            | Källor |
| ---------------------------------------------------------------------- | ---- | ----------------------------------------- | ------------- | -------------------------- | -------------------------- | --- | ------ |
| Benedictus XVI Papa BENEDICTUS Sextus Decimus (Joseph Alois Ratzinger) |      | 16 april 1927 Marktl am Inn i Bayern      | 19 april 2005 | 28 februari 2013           | 31 december 2022 Vatikanen | - Den förste påven sedan 1415 som har abdikerat, och den förste sedan 1294 som har abdikerat självmant. |        |
| Franciskus Papa FRANCISCUS (Jorge Mario Bergoglio)                     |      | 17 december 1936 Buenos Aires i Argentina | 13 mars 2013  | 21 april 2025 Vatikanen    | 21 april 2025 Vatikanen    | - Förste påven med ett namn som ingen tidigare påve har haft sedan Landos död 914.                      |        |
| Leo XIV Papa LEO Quartus Decimus (Robert Francis Prevost)              |      | 14 september 1955 Chicago, Illinois i USA | 8 maj 2025    | Innehar fortfarande posten | Innehar fortfarande posten | - Förste påven från Nordamerika.                                                                        |        |